# Anthony Shaffer
Anthony Joshua Shaffer (Liverpool, 15 maggio 1926 – Londra, 6 novembre 2001) è stato un drammaturgo, sceneggiatore e scrittore inglese.

## Biografia
Di famiglia di origini ebraiche nacque a Liverpool, figlio di Reka (nata Fredman) e Jack Shaffer, agente immobiliare. Fratello gemello omozigote dello scrittore e drammaturgo Peter Shaffer, aveva un altro fratello.
Laureato in legge presso il Trinity College di Cambridge esercitò la professione di avvocato abilitato all'azione legale nelle corti di grado superiore.
È conosciuto internazionalmente soprattutto per la sua carriera di drammaturgo e sceneggiatore. Dalla sua opera più famosa L'inganno (Sleuth) (1970) è stato tratto il film del 1972 Gli insospettabili (nominato al Premio Oscar), successivamente rifatto nel 2007 con la sceneggiatura di Harold Pinter e la regia di Kenneth Branagh.
Morto all'età di 75 anni, Shaffer è stato sepolto nel Cimitero di Highgate, a Londra.

## Opere

### Romanzi
- The Woman in the Wardrobe: a lighthearted detective story (1951) [senza fonte]
- How Doth the Little Crocodile? (1952) – scritto con Peter Shaffer, pubblicato sotto lo pseudonimo di "Peter Anthony"
- Withered Murder (1955) – scritto con Peter Shaffer, pubblicato sotto lo pseudonimo di "Peter Anthony"
- Absolution (1979) – basato sulla sceneggiatura dell'omonimo film del 1978
- The Wicker Man (1979) – scritto con Robin Hardy

### Opere teatrali
- The Savage Parade (1963; rivisitato con il titolo This Savage Parade nel 1987)
- L'inganno (titolo originale: Sleuth) (1970)
- Murderer (1975)
- Whodunnit (1977; inizialmente con il titolo The Case Of The Oily Levantine)
- Widow's Weeds (1986; inizialmente intitolato For Years I Couldn't Wear My Black presentato nel 1977 a Brisbane)
- The Thing In The Wheelchair (2001)

### Memorie
- So What Did You Expect? (2001)
- Lock The Door And Tell Nobody (2001)

## Filmografia

### Sceneggiatura
- Mr. Forbush and the Penguins (1971) – conosciuto anche come Cry of the Penguins
- Frenzy (1972)
- Gli insospettabili (Sleuth) (1972)
- The Wicker Man (1973)
- Assassinio sull'Orient Express (1974) - non accreditato[3]
- Assassinio sul Nilo (1978)
- L'assoluzione (1978)
- Delitto sotto il sole (1982)
- Appuntamento con la morte (1988)
- Sommersby (1993)